# Hay que parar la delantera

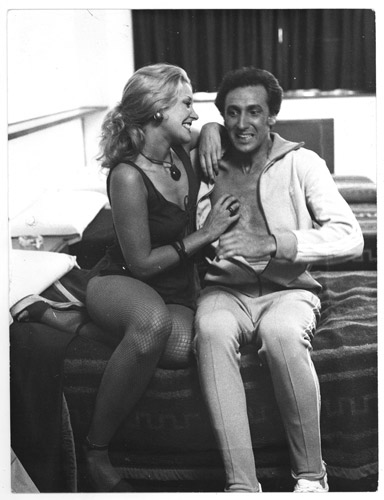
Linn Alison y Julio López en una escena de la película.

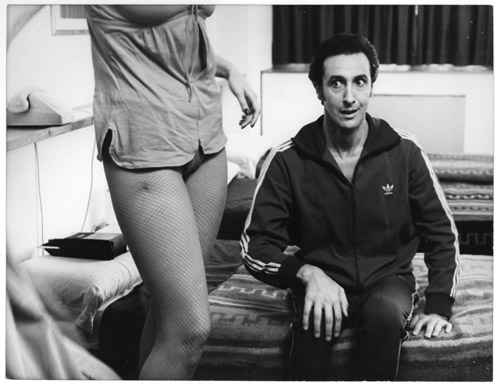
Linn Alison y Julio López en otra escena de la película.

Hay que parar la delantera es una película de Argentina filmada en Eastmancolor dirigida por Rafael Cohen según su propio guion escrito según la idea original de Carlos Ulanovsky y Mario Mactas que se estrenó el 7 de julio de 1977 y tuvo como actores principales a Julio de Grazia, Marcela López Rey, Alberto Anchart, Érika Wallner, Juan Carlos Galván, Julio López, Jorgelina Aranda y Gino Renni.

## Sinopsis
Un seleccionado de fútbol es objeto de un extraño sabotaje en vísperas del campeonato mundial.

## Reparto
Participaron en el filme los siguientes intérpretes:
- Julio De Grazia
- Marcela López Rey
- Alberto Anchart
- Erika Wallner
- Juan Carlos Galván
- Julio López
- Jorgelina Aranda
- Gino Renni
- Susana Kamini
- Lynn Allison
- Fanne Foxe
- Rudy Chernicoff
- Calígula
- Jorge Linn
- Atilio Pozzobón
- Jaimito Cohen

## Comentarios
Daniel López en La Opinión escribió:

”…además de brindar la cuota de sexo y picardía, despojados de cualquier tipo de sutileza, va mucho más allá de su propuesta y se convierte en una sátira tan feroz como memorable.”

La Razón opinó:

”Aunque la sátira subsiste detrás de varias máscaras, es cierto que el público apenas la percibe.”

Manrupe y Portela escriben:

”Lo que a priori es una película de coristas, es en realidad un intento de sátira interesante a propósito del fútbol y que merecería una segunda lectura.”